# Відеркер-Вілідж (Арканзас)
Відеркер-Вілідж (англ. Wiederkehr Village) — місто (англ. city) в окрузі Франклін, штат Арканзас, США. Населення — 50 осіб (2020).

## Географія
Відеркер-Вілідж розташований на висоті 165 метрів над рівнем моря за координатами 35°28′40″ пн. ш. 93°45′53″ зх. д. / 35.47778° пн. ш. 93.76472° зх. д. (35.477714, -93.764741). За даними Бюро перепису населення США в 2010 році місто мало площу 10,41 км², з яких 10,29 км² — суходіл та 0,12 км² — водойми.

## Демографія
Згідно з переписом 2010 року, у місті мешкало 38 осіб у 16 домогосподарствах у складі 12 родин. Густота населення становила 4 особи/км².  Було 19 помешкань (2/км²).
Расовий склад населення:
| - 97,4 % — білих |

До двох чи більше рас належало 2,6 %. Іспаномовні складали 0,0 % від усіх жителів.
За віковим діапазоном населення розподілялося таким чином: 15,8 % — особи молодші 18 років, 78,9 % — особи у віці 18—64 років, 5,3 % — особи у віці 65 років та старші. Медіана віку мешканця становила 48,5 року. На 100 осіб жіночої статі у місті припадало 111,1 чоловіків;  на 100 жінок у віці від 18 років та старших — 113,3 чоловіків також старших 18 років.
Середній дохід на одне домашнє господарство  становив 67 620 доларів США (медіана — 58 750), а середній дохід на одну сім'ю — 89 100 доларів (медіана — 88 125). 
Цивільне працевлаштоване населення становило 25 осіб. Основні галузі зайнятості: науковці, спеціалісти, менеджери — 16,0 %, виробництво — 16,0 %, сільське господарство, лісництво, риболовля — 16,0 %.
За даними перепису населення 2000 року в Відеркер-Віліджі мешкало 46 осіб, 13 сімей, налічувалося 24 домашніх господарств і 27 житлових будинків. Середня густота населення становила близько 4,3 осіб на один квадратний кілометр. Расовий склад Відеркер-Вілідж за даними перепису розподілився таким чином: 95,65% білих, 2,17% — корінних американців, 2,17% — азіатів.
З 24 домашніх господарств в 16,7% — виховували дітей віком до 18 років, 41,7% представляли собою подружні пари, які спільно проживали, в 4,2% сімей жінки проживали без чоловіків, 45,8% не мали сімей. 37,5% від загального числа сімей на момент перепису жили самостійно, при цьому 29,2% склали самотні літні люди у віці 65 років та старше. Середній розмір домашнього господарства склав 1,92 особи, а середній розмір родини — 2,54 особи.
Населення міста за віковим діапазоном за даними перепису 2000 року розподілилося таким чином: 15,2% — жителі молодше 18 років, 19,6% — між 18 і 24 роками, 17,4% — від 25 до 44 років, 26,1% — від 45 до 64 років і 21,7% — у віці 65 років та старше. Середній вік мешканця склав 40 років. На кожні 100 жінок в Відеркер-Вілідж припадало 155,6 чоловіків, у віці від 18 років та старше — 143,8 чоловіків також старше 18 років.
Середній дохід на одне домашнє господарство в місті склав 33 750 доларів США, а середній дохід на одну сім'ю — 43 125 доларів. При цьому чоловіки мали середній дохід в 28 750 доларів США на рік проти 13 750 доларів середньорічного доходу у жінок. Дохід на душу населення в місті склав 20 718 доларів на рік. Всі родини Відеркер-Вилидж мали дохід, що перевищує рівень бідності, 23,7% від усієї чисельності населення перебувало на момент перепису населення за межею бідності, при цьому 71,4% з них були молодші 18 років.